# Bistum Alexandria
Das Bistum Alexandria (lateinisch Dioecesis Alexandrina) im US-Bundesstaat Louisiana wurde am 29. Juli 1853 als Titularbistum Natchitoches aus dem Erzbistum New Orleans herausgelöst, dem es bis heute als Suffragan untersteht. Am 6. August 1910 wechselte es seinen Namen auf Alexandria, 1976 auf Alexandria-Shreveport und ab dem 16. Juni 1986 wieder auf Alexandria, nachdem Shreveport als selbständiges Bistum abgetrennt wurde.

## Territorium
Das Gebiet des Bistums erstreckt sich über die Parishes Avoyelles, Caldwell, Catahoula, Concordia, Franklin, Grant, La Salle, Madison, Natchitoches, Rapides, Tensas, Vernon und Winn.

## Bischöfe

### Bischöfe von Natchitoches
- Augustus Marie Martin (1853–1875)
- Francis Xavier Leray (1876–1879), dann Koadjutor von New Orleans
- Anthony Durier (1884–1904)
- Cornelius Van de Ven (1904–1910)

### Bischöfe von Alexandria
- Cornelius Van de Ven (1910–1932)
- Daniel Francis Desmond (1932–1945)
- Charles Pasquale Greco (1946–1973)
- Lawrence Preston Joseph Graves (1973–1976)

### Bischöfe von Alexandria-Shreveport
- Lawrence Preston Joseph Graves (1976–1982)
- William Benedict Friend (1982–1986), dann Bischof von Shreveport

### Bischöfe von Alexandria
- John Favalora (1986–1989), dann Bischof von Saint Petersburg
- Sam Jacobs (1989–2003), dann Bischof von Houma-Thibodaux
- Ronald Paul Herzog (2004–2017)
- David P. Talley (2017–2019), dann Bischof von Memphis
- Robert Marshall seit 2020